# Harvest Moon 64
Harvest Moon 64, phát hành tại Nhật Bản với tên gọi Bokujō Monogatari 2 (牧場物語2), là một trò chơi điện tử mô phỏng trang trại do Victor Interactive Software phát hành và xuất bản, dành cho hệ máy Nintendo 64, đây là phần thứ ba trong loạt Story of Seasons (sau Harvest Moon GB). Natsume phát hành trò chơi tại Nhật Bản vào ngày 05 tháng 2 năm 1999, và ở Bắc Mỹ vào ngày 22 tháng 12 năm 1999.
Ban đầu, Natsume cho biết không thể đưa trò chơi này lên Virtual Console trên Wii U do mắc phải các vấn đề kỹ thuật, mặc dù Wii đã chứng minh chuyện đó hoàn toàn khả thi thông qua trình mô phỏng homebrew. Tuy nhiên, khi loạt kỷ niệm 20 năm, trò chơi đã được phát hành trên Wii U Virtual Console vào ngày 23 tháng 2 năm 2017. Điều này cũng đánh dấu màn ra mắt đầu tiên tại các khu vực PAL (bản gốc bị hủy do hạn chế về thời gian), cũng như là lần phát hành lại chính thức đầu tiên của trò chơi (lần đầu tiên dưới dạng kỹ thuật số) trong gần hai thập kỷ.

## Cách chơi
Mục tiêu trong Harvest Moon 64 là khôi phục và duy trì một trang trại bị bỏ hoang do người ông để lại cho người chơi. Cùng với việc khôi phục trang trại, có một số nhiệm vụ phụ khác mà người chơi có thể chọn tham gia, bao gồm huấn luyện và đua ngựa, bán hoa màu, tham gia nhiều lễ hội của thị trấn, yêu và kết hôn, thu thập công thức nấu ăn. và thu thập các bức ảnh từ các thành tựu và sự kiện khác nhau.
Người chơi bắt đầu với một trang trại với các trang bị tối thiểu, bao gồm chuồng gà và chuồng gia súc trống, nhưng động vật và nhà có thể được mua và mở rộng, cũng như có thể nâng cấp các công cụ trong suốt trò chơi. Trong thị trấn có nhà thờ, quán bar, tiệm bánh, quảng trường, cửa hàng hoa, thư viện, cửa hàng dụng cụ, v.v., là những nơi mà người dân sinh hoạt hàng ngày.
Không giống như Harvest Moon bản đầu trên hệ máy SNES, có một lượng thời gian hạn chế để làm việc trong ngày, cũng như lượng thể lực dành cho công việc cũng có hạn. Nhiều tính năng của trò chơi, chẳng hạn như vị trí nhân vật và cửa hàng đóng mở cửa, cũng thay đổi tùy thuộc vào thời gian hiện tại và ngày trong tuần. Có bốn mùa mỗi năm, mỗi mùa có các kiểu thời tiết riêng, các loại cây trồng để phát triển và các loại thảo mộc hoang dã có sẵn. Một số ngày dành cho lễ hội, khi đó, mọi cửa hàng đều đóng cửa và diễn ra các sự kiện đặc biệt. Điều này giúp bạn nghỉ ngơi sau những công việc hàng ngày và có cơ hội giao lưu với người dân thị trấn theo những cách độc đáo, chẳng hạn như khiêu vũ hoặc bơi lội.
Trồng trọt, phát triển và thu hoạch mùa màng là một trong những trọng tâm chính của loạt Story of Seasons. Các loại cây trồng có sẵn bao gồm củ cải, khoai tây, ngô và dâu tây, và có thể mua hạt giống bán trong làng vào mùa tương ứng. Để trồng cây, người chơi phải xới đất, gieo hạt, sau đó tưới nước cho các mảnh đất. Một số loại cây trồng sẽ cho nhiều loại rau trong suốt mùa nếu được tưới nước liên tục. Khi một mùa kết thúc và mùa mới bắt đầu, tất cả các loại cây trồng từ mùa trước sẽ khô héo và phải bị chặt bỏ. Ngoài ra, có thể xây dựng một nhà kính để bất kỳ cây nào cũng có thể phát triển bất cứ lúc nào trong năm.
Cùng với các loại cây trồng trong trang trại, còn có các loại cây cỏ và thảo mộc mọc hoang mà người chơi có thể hái khi thực hiện các công việc hàng ngày. Các loài thực vật mọc hoang cũng thay đổi theo mùa và xuất hiện lại mỗi ngày. Mặc dù tất cả các loài thực vật hoang đều có thể ăn được, nhưng một số loài có thể gây bệnh trong khi những loài khác có thể ngừa bệnh.
Người chơi bắt đầu với năm công cụ cơ bản giúp khôi phục trang trại: búa, rìu, liềm, cuốc và bình tưới nước. Sau một khoảng thời gian sử dụng nhất định, công cụ sẽ tự động nâng cấp (biểu thị khi công cụ trở thành màu bạc và sau đó là vàng), cho phép người chơi làm nhiều việc nhanh hơn mà sử dụng ít năng lượng hơn. Người chơi có thể mua các dụng cụ khác như máy vắt sữa bò và bàn chải.
Chăm sóc động vật là một phần thiết yếu để duy trì trang trại. Gia súc, chẳng hạn như bò, cừu và gà, có thể mua ở một trang trại gần đó. Những con vật này cần thức ăn và chăm sóc, và nếu không được thả ra ngoài hoặc bị để mặc ở ngoài khi trời mưa, nó sẽ bị bệnh và cuối cùng là chết, trừ khi người chơi cho nó uống thuốc. Nếu vật nuôi được đối xử tốt, sản phẩm chúng cho ra đời sẽ tăng chất lượng.
Người chơi có thể sở hữu một con chó và một con ngựa. Con chó ban đầu thuộc về ông nội của người chơi và là một trong những động vật trở lại từ Harvest Moon bản đầu. Người chơi có thể sở hữu ngựa bằng cách ghé thăm trang trại gần đó và có thể cưỡi hoặc sử dụng như một thùng vận chuyển hàng di động. Cả chó và ngựa đều có thể thi đấu trong các cuộc đua hàng năm, thành tích của chúng phần lớn tùy thuộc vào mối quan hệ của chúng với người chơi.
Một trong những tính năng chính khác của Harvest Moon 64 là khả năng kết hôn và sinh con. Có năm cô gái để kết hôn trong Harvest Moon 64, đại diện bằng trái tim xuất hiện trong hộp thoại của họ, biểu hiện cho tình cảm của cô ấy đối với người chơi, từ trắng (thờ ơ) đến hồng (đang yêu). Mỗi cô gái này đều có một đối tác khác không phải người chơi và sẽ kết hôn với cô ấy nếu người chơi chọn kết hôn với một cô gái khác hoặc chọn không theo đuổi bất kỳ ai.
Trò chơi có một loạt các vật phẩm có thể thu thập được. Khi người chơi đạt đến một cột mốc nhất định hoặc đạt một trong số những mục tiêu, họ sẽ nhận một bức ảnh trong thùng thư để ghi nhớ sự kiện. Người chơi kiểm tra album ảnh trên bàn cạnh giường để xem lại những bức ảnh và là một cách để theo dõi bước đường thành công trong trò chơi.

Gia súc như bò, có thể cho sữa và cừu, có thể xén lông.

## Tiếp nhận
Nhiều đánh giá cho là mặc dù Harvest Moon 64 có nhạc nền lặp đi lặp lại và thi thoảng hiển thị hình ảnh gây rối mắt, nhưng lối chơi hấp dẫn và độc đáo của trò chơi mới là yếu tố quyết định.
Aaron Boulding, người đánh giác của IGN, cho trò chơi ở mức 8,2 trên 10, hoặc "tuyệt vời", nói rằng "(tôi) có thể tha thứ cho rất nhiều thiếu sót như yếu tố âm thanh và hình ảnh kém vì (tôi) tự nhận là (chính tôi) đã chơi trò chơi này hàng giờ đồng hồ."
Joe Fielder, người đánh giá của GameSpot, cho 7,3 trên 10 điểm và tuyên bố "mặc dù không dành cho tất cả mọi người, Harvest Moon 64 là một trò chơi thuần túy, hấp dẫn một cách kỳ lạ khiến thời gian cứ trôi như nước chảy không thể hiểu nổi."
Parent's Guide to Nintendo Games của Mars Publishing trao giải thưởng Parent's Guide Choice Award duy nhất dành cho một trò chơi Nintendo 64 cho Harvest Moon 64 vì nó đáp ứng các yêu cầu của một trò chơi "thể hiện trí tưởng tượng, sự sáng tạo, khéo léo ngay từ ban đầu, đồng thời mang lại bầu không khí giáo dục phong phú."
Nintendo Power xếp hạng Harvest Moon 64 là trò chơi Nintendo vĩ đại thứ 278 của mọi thời đại.